# Струговщиков, Александр Николаевич
Александр Николаевич Струговщико́в (31 декабря 1808 [12 января 1809], Мемель — 26 декабря 1878 [7 января 1879], Санкт-Петербург) — русский поэт, переводчик.

## Биография
Родился 31 декабря 1808 (12 января 1809) года. Происходил из дворянского рода Струговщиковых: сын Николая Степановича Струговщикова, внук Степана Борисовича Струговщикова. Отец умер, когда ему не было ещё двух лет. На его воспитание повлияли братья отца Александра, Дмитрий и Иван, занимавшиеся переводами.
Воспитывался в Петербургском пансионе Коллинза (1818—1818), затем один год провёл в Германии. В 1823—1827 годах учился в Благородном пансионе при Санкт-Петербургском университете. В 1827—1828 годах совершил поездку по Германии, в Веймаре посетил Гёте.
С 1828 года состоял на государственной службе. Сначала служил в Главной канцелярии министерства народного просвещения, затем в Департаменте внешней торговли Министерства финансов (до 1835). С 1836 года служил в Военном министерстве: секретарь секретной экспедиции, секретарь II-го отделения канцелярии (1839—1842), с 1843 года 25 лет прослужил в Провиантском департаменте. Участвовал в редактировании «Свода военных законов» (1843), «Свода военных постановлений» (1857, 1861). В 1868 году вышел в отставку в чине тайного советника.
Умер в Санкт-Петербурге 26 декабря 1878 (7 января 1879) года.

## Литературная деятельность
В 1829 году познакомился с Пушкиным. После первой публикации — перевода стихотворения Гёте «Певец» (1834) — сблизился с кружком Н. Кукольника и М. Глинки (Глинка посвятил ему романс «Жаворонок»). Посещал «утренники» Краевского, сам устраивал литературные и музыкальные вечера. Издатель «Художественной газеты» (1840—1841).
В 1840 году в его переводе вышли «Римские элегии» Гёте, в 1845 — «Стихотворения Александра Струговщикова, заимствованные из Гёте и Шиллера», куда вошли и несколько его собственных стихотворений. В 1856 году в «Современнике» по инициативе Чернышевского напечатан его перевод «Фауста», которым он был занят в течение 10 лет. После этого печатался редко.
Главными трудами Струговщикова являются переводы из Шиллера и Гёте (в том числе «Фауст» и «Страдания молодого Вертера»).
Непродолжительное время был официальным редактором журнала «Библиограф» (1869, вышло три номера, фактический редактор — М. Ф. Негрескул). Оставил воспоминания о Михаиле Глинке и А. Л. Майере.
В истории русской культуры широкую известность получил русский текст А. Н. Струговщикова песни Мефистофеля о блохе, положенный на музыку М. П. Мусоргским («Песнь о Блохе», «Блоха»), а также портрет А. Н. Струговщикова кисти К. П. Брюллова.

## Семья
Жена (с 11 октября 1831; в церкви Инженерного замка) — Анна Алексеевна, вдова майора Вяткина и дочь капитана 1-го ранга Алексея Романовича Качалова (1762—1823) и Натальи Ивановны, урождённой Кутыгиной. У них было шестеро детей: Наталья, Зинаида (1837—?), Николай (17.10.1840—1918), Мария (07.02.1842—?), Михаил (20.07.1844—1911), Александр (15.09.1845—?).